# سن پائولو سولبریتو
سن پائولو سولبریتو (به ایتالیایی: San Paolo Solbrito) یک کومونه در ایتالیا است که در استان آسته واقع شده‌است.

## خصوصیات
سن پائولو سولبریتو ۱۱٫۹ کیلومترمربع مساحت و ۱٬۱۲۷ نفر جمعیت دارد.